# 가시고기 (2000년 드라마)
《가시고기》는 MBC에서 2000년 12월 8일 ~ 2000년 12월 9일에 방영된 창사 39주년 특집 드라마이다. 원작은 조창인의 장편소설 《가시고기》이다. 백혈병에 걸린 아들을 살리기 위한 아버지의 눈물겨운 부성애를 그린 이야기이다. 아버지의 사랑과 희생은 우리들의 가정에서 늘 침묵 속에 놓여 있는데, 이 드라마를 통해 모두가 꿈꾸었던 영원한 아버지상을 그렸다.

## 줄거리
백혈병에 걸린 어린 아들을 살리기 위해 헌신하던 호연은 자신의 각막을 팔아 아들 골수 이식수술비를 마련한다. 그리고 죽음의 그림자가 다가올 때 아들에게 아픔을 주지 않기 위해 이혼한 아내에게 보낸다.

## 등장 인물
- 정보석 : 정호연 역 - 다움의 아버지
- 박지영 : 오영주 역 - 다움의 어머니
- 박근형 : 박 화백 역
- 김정난 : 여진희 역
- 연규진 : 민 과장 역
- 정호근 : 송 계장 역
- 유승호 : 정다움 역 - 호연과 영주의 아들